# Victor Sanders
Victor Sanders (Portland, 16 februari 1995) is een Amerikaans basketballer.

## Carrière
Sanders speelde collegebasketbal voor de Idaho Vandals voordat hij zich in 2018 kandidaat stelde voor de NBA draft. Hij werd niet verkozen en speelde voor de Denver Nuggets twee wedstrijden in de Summer League. 
Hij tekende in 2018 voor de Antwerp Giants als vervanger van Jason Clark en won in 2019 en 2020 de Belgische beker. Door een blessure was hij drie maanden out eind 2019 begin 2020 en kon zich daarna niet meer door zetten ten opzichte van zijn vervanger Stephaun Branch. Hij verliet na het seizoen 2019/20 de Belgische club voor de Italiaanse club Aquila Basket Trento. Hij maakte aan het eind van het seizoen de overstap naar concurrent Reyer Venezia. Voor het seizoen 2022/23 tekende hij een contract bij de Roemeense eersteklasser CS Universitatea Cluj-Napoca.
In januari 2023 verliet hij Cluj-Mapoca en tekende een contract bij de Poolse eersteklasser KK Włocławek. Hij bleef ook bij de club voor het seizoen 2023/24. In de zomer van 2024 tekende hij bij het Russische BK Jenisej Krasnojarsk.

## Erelijst
- Belgische bekerwinnaar: 2019, 2020